# Vlag van Oudehaske

Vlag van Oudehaske

De vlag van Oudehaske is de dorpsvlag van het Nederlandse dorp Oudehaske, in de Friese gemeente De Friese Meren. De vlag werd in 1989 geregistreerd.

## Beschrijving
De beschrijving van de vlag is als volgt:
Twee horizontale banen wit-groen, op zijn minst driemaal golvend aaneengesloten, de witte baan in de broektop belegd met een springende rode haas.
De kleuren zijn afkomstig van het dorpswapen.

## Symboliek
- Rode haas: sprekend deel van de vlag, verwijst naar de plaatsnaam Haskerhorne.[2][3]
- Tweedeling vlag: symbool voor de Jousterweg door het dorp.[2]
- Groen veld: staat voor de bosrijke omgeving rond het dorp.[2]

## Zie ook

Wapen van Oudehaske